# Rajski papiri
Rajski papiri ili Rajski dokumenti (eng. Paradise Papers) naziv je za 13,4 milijuna dokumenata koji dokazuju umiješanost brojnih političara, poduzetnika i osoba iz javnog života u novčane nepraivilnosti, pranje novca ili utaje poreza preko offshore tvrtki sa sjedištima u tzv. poreznim oazama. Objavljeni su u njemačkim novinama Süddeutsche Zeitung početkom studenoga 2017. godine.
Dokumenti su rezultat višemjesečnog istraživanja financijskog poslovanja najutjecajnijih poduzeća i moćnika, a sadrže oko 7 milijuna ugovora i potvrda vezanih uz izbjegavanje plaćana poreza putem porezne oaze Appleby na Bermudi. Uključuju i podatke prikupljene u 31 000 pojedinačnih istraživanja koje je proveo Konzorcij u suradnji s 380 novinara sa šest kontinenta i iz 30 država te 95 medijskih kuća.
U dokumentima se između ostalog spominju i nepravilnosti britanske kraljice Elizabete II., američkog predsjednika Donalda Trumpa, ruskog predsjednika Vladimira Putina, kanadskog premijera Justina Trudeaua te velikih međunarodnih korporacija poput Applea, Nikea, Facebooka i Twittera.